# C-1411
C-1411 fou la codificació de la carretera (aleshores considerada comarcal) de la N-II a Abrera (Baix Llobregat) fins a l'enllaç amb la N-260 a Bellver de Cerdanya (Cerdanya) tot passant per Manresa (Bages), Berga (Berguedà) i creuant el Moixeró pel túnel del Cadí. El recorregut total de la carretera era d'aproximadament 115 km. Amb la recodificació de carreteres de 2001, el tram entre Abrera i Manresa passa a denominar-se C-55 mentre que el tram entre Sant Fruitós de Bages i Bellver de Cerdanya, s'integra dins de l'eix C-16. El tram intermedi entre Manresa i Sant Fruitós passa a ser el branc C-16C.